# 比德維爾 (阿肯色州)
比德維爾（英語：Bidville）是位於美國阿肯色州克勞福德縣的一個非建制地區。該地的面積和人口皆未知。

## 地理
比德維爾的座標為35°44′23″N 93°58′55″W / 35.73972°N 93.98194°W，而該地的平均海拔高度為680米（即2231英尺）。